# VN-Conferentie inzake Handel en Ontwikkeling
De VN-Conferentie inzake Handel en Ontwikkeling (Engels: United Nations Conference on Trade and Development, afgekort UNCTAD) werd in 1964 opgericht als een intergouvernementele organisatie die bedoeld was om de belangen van ontwikkelingslanden in de wereldhandel te bevorderen.
UNCTAD is het deel van het secretariaat van de Verenigde Naties dat zich bezighoudt met handels-, investerings- en ontwikkelingskwesties. De doelstellingen van de organisatie zijn: "het maximaliseren van de handels-, investerings- en ontwikkelingskansen van ontwikkelingslanden en hen te helpen bij hun inspanningen om op een rechtvaardige basis in de wereldeconomie te integreren". UNCTAD werd opgericht door de Algemene Vergadering van de Verenigde Naties in 1964 en rapporteert aan de Algemene Vergadering van de VN en de Economische en Sociale Raad van de Verenigde Naties. 
Het hoofddoel van de UNCTAD is het formuleren van beleid met betrekking tot alle aspecten van ontwikkeling, met inbegrip van handel, hulp, vervoer, financiën en technologie. De conferentie wordt iedere vier jaar georganiseerd. De hoofdzetel en het secretariaat zijn gevestigd in het Palais des Nations in Genève. De Raad voor Handel en Ontwikkeling is het uitvoerend orgaan van UNCTAD.

## Geschiedenis
Een van de belangrijkste verwezenlijkingen van de UNCTAD is het ontwerpen en uitvoeren van het Stelsel van Algemene Preferenties (Engels: Generalized System of Preferences (GSP). In de UNCTAD werd betoogd dat het, om de uitvoer van industrieproducten uit ontwikkelingslanden te bevorderen, noodzakelijk zou zijn om speciale tariefconcessies voor dergelijke uitvoer aan te bieden. De ontwikkelde landen aanvaardden dit argument en formuleerden het GSP-stelsel op grond waarvan de uitvoer en invoer door fabrikanten van bepaalde landbouwproducten uit de ontwikkelingslanden vrij van rechten of tegen verlaagde tarieven in de ontwikkelde landen terechtkomt. Aangezien de invoer van dergelijke producten uit andere ontwikkelde landen aan de normale rechten is onderworpen, zou de invoer van dezelfde goederen uit ontwikkelingslanden een concurrentievoordeel genieten.
De oprichting van UNCTAD in 1964 was gebaseerd op zorgen van ontwikkelingslanden over de internationale markt, multinationale bedrijven en grote verschillen tussen ontwikkelde landen en ontwikkelingslanden. De VN-Conferentie inzake Handel en Ontwikkeling is opgericht om een forum te bieden waar de ontwikkelingslanden de problemen in verband met hun economische ontwikkeling kunnen bespreken. De organisatie groeide uit de opvatting dat bestaande instellingen zoals GATT (nu vervangen door de Wereldhandelsorganisatie, WTO), het Internationaal Monetair Fonds (IMF) en de Wereldbank niet goed georganiseerd waren om de specifieke problemen van ontwikkelingslanden aan te pakken. Later, in de jaren 1970 en 1980, was UNCTAD nauw verbonden met het idee van een Nieuwe Internationale Economische Orde (NIEO).
De eerste UNCTAD-conferentie vond plaats in Genève in 1964, de tweede in New Delhi in 1968, de derde in Santiago in 1972, de vierde in Nairobi in 1976, de vijfde in Manilla in 1979, de zesde in Belgrado in 1983, de zevende in Genève in 1987, de achtste in Cartagena in 1992, de negende in Johannesburg (Zuid-Afrika) in 1996, de tiende in Bangkok (Thailand) in 2000, de elfde in São Paulo (Brazilië) in 2004, de twaalfde in Accra in 2008, de dertiende in Doha (Qatar) in 2012 en de veertiende in Nairobi (Kenia) in 2016. De vijftiende sessie zou van 3 tot en met 8 oktober 2021 in Bridgetown (Barbados) worden gehouden, maar werd vanwege de pandemie vooral online gehouden.

## Sleutelfuncties
UNCTAD heeft zich ontwikkeld tot een gezaghebbend instituut, waarvan de werkzaamheden het helpen vormgeven van de huidige politieke debatten en het denken over ontwikkeling tot doel hebben. De organisatie doet dit met behulp van drie sleutelfuncties:
- De Unctad fungeert als een forum voor intergouvernementeel overleg
- Het verricht onderzoek, politieke analyses en het verzamelen van gegevens voor de vertegenwoordigers van regeringen en voor experts
- Het verleent technische hulp, op maat gemaakt voor de specifieke behoeften van de ontwikkelingslanden, met speciale aandacht voor de noden van de minst ontwikkelde landen, of economieën in overgang. De Unctad werkt hiervoor ook samen met andere organisaties.

Om deze functies ten uitvoer te brengen werkt de Unctad samen met aangesloten regeringen en andere organisaties van de Verenigde Naties, regeringen, NGO’s en anderen. 	
In 1996 besloot UNCTAD IX tot de oprichting van drie commissies voor de vaststelling van het beleid in hun respectieve vakgebieden:
- de Commissie inzake handel in goederen en diensten
- de Commissie inzake investeringen, technologie en aanverwante financiële aangelegenheden
- de Commissie inzake ondernemingen, zakelijke faciliteiten en ontwikkeling.

## Lidmaatschap

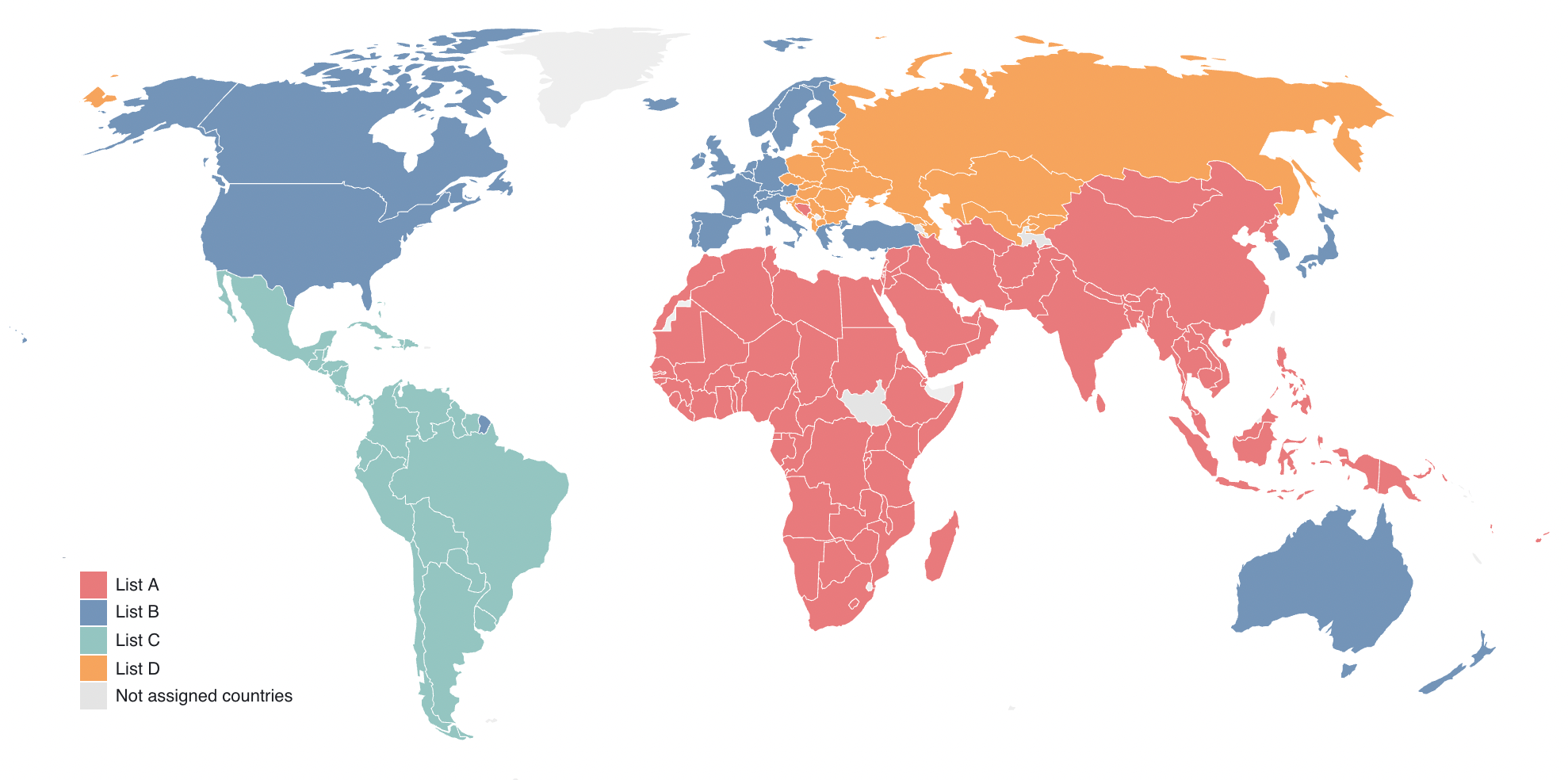
UNCTAD
Lijst A
Lijst B
Lijst C
Lijst D
Zonder lijst

Vanaf mei 2018 zijn er 195 staten UNCTAD-leden: alle VN-leden plus VN-waarnemersstaten Palestina en de Heilige Stoel. UNCTAD-leden zijn verdeeld in vier lijsten, gebaseerd op de regionale groepen van de Verenigde Naties.
- Lijst A bestaat voornamelijk uit Afrikaanse en Aziatisch-Pacifische landen.
- Lijst B bestaat uit landen van West- en Noord-Amerika en Oceanië.
- Lijst C bestaat uit landen van Latijns- en Zuid-Amerika en de Caraïben (GRULAC).
- Lijst D bestaat uit landen van Oost-Europa.

Zeven leden behoren niet tot een groep: Armenië, Kiribati, Nauru, Palestina, Tadzjikistan, Tuvalu, Zuid-Soedan (Soedan zit in groep A).
De lijsten, oorspronkelijk gedefinieerd in resolutie 1995 van de 19e Algemene Vergadering, dienen om een evenwicht te vinden tussen de geografische spreiding van de vertegenwoordiging van de lidstaten in de Raad voor handelsontwikkeling en andere UNCTAD-structuren. De lijsten zijn vergelijkbaar met die van UNIDO, een gespecialiseerde VN-organisatie.
De volledige lijsten zijn als volgt:
Lijst A (98 leden): 
- Afghanistan
- Algerije
- Angola
- Bahrein
- Bangladesh
- Benin
- Bhutan
- Botswana
- Brunei Darussalam
- Burkina Faso
- Burundi
- Cambodja
- Centraal-Afrikaanse Republiek
- China
- Comoren
- Democratische Republiek Congo
- Djibouti
- Egypte
- Equatoriaal-Guinea
- Eritrea
- Eswatini
- Ethiopië
- Fiji
- Filippijnen
- Gabon
- Gambia
- Ghana
- Guinee
- Guinee-Bissau
- India
- Indonesië
- Iran
- Irak
- Israël
- Ivoorkust
- Jemen
- Jordanië
- Kaapverdië
- Kameroen
- Kenia
- Koeweit
- Laos
- Libanon
- Lesotho
- Liberia
- Libië
- Madagaskar
- Malawi
- Maleisië
- Malediven
- Mali
- Marshalleilanden
- Mauritanië
- Mauritius
- Micronesië
- Mongolië
- Marokko
- Mozambique
- Myanmar
- Namibië
- Nepal
- Niger
- Nigeria
- Noord-Korea
- Oeganda
- Oman
- Oost-Timor
- Pakistan
- Palau
- Papoea-Nieuw-Guinea
- Qatar
- Republiek Congo
- Rwanda
- Samoa
- Sao Tomé en Principe
- Saoedi-Arabië
- Senegal
- Seychellen
- Sierra Leone
- Singapore
- Salomonseilanden
- Somalië
- Sri Lanka
- Soedan
- Syrië
- Tanzania
- Thailand
- Togo
- Tonga
- Tsjaad
- Tunesië
- Turkmenistan
- Verenigde Arabische Emiraten
- Vanuatu
- Vietnam
- Zambia
- Zimbabwe
- Zuid-Afrika

Lijst B (32 leden):
- Andorra
- Australië
- België
- Canada
- Cyprus
- Denemarken
- Duitsland
- Finland
- Frankrijk
- Griekenland
- Heilige Stoel
- IJsland
- Ierland
- Italië
- Japan
- Liechtenstein
- Luxemburg
- Malta
- Monaco
- Nederland
- Nieuw-Zeeland
- Noorwegen
- Oostenrijk
- Portugal
- San Marino
- Spanje
- Turkije
- Verenigd Koninkrijk
- Verenigde Staten
- Zuid-Korea
- Zweden
- Zwitserland

Lijst C (33 leden):
- Antigua en Barbuda
- Argentinië
- Bahama's
- Barbados
- Belize
- Bolivia
- Brazilië
- Chili
- Colombia
- Costa Rica
- Cuba
- Dominica
- Dominicaanse Republiek
- Ecuador
- El Salvador
- Grenada
- Guatemala
- Guyana
- Haïti
- Honduras
- Jamaica
- Mexico
- Nicaragua
- Panama
- Paraguay
- Peru
- Saint Kitts en Nevis
- Saint Lucia
- Saint Vincent en de Grenadines
- Suriname
- Trinidad en Tobago
- Uruguay
- Venezuela

Lijst D (25 leden):
- Albanië
- Azerbeidzjan
- Bosnië en Herzegovina
- Bulgarije
- Estland
- Georgië
- Hongarije
- Kazachstan
- Kirgizië
- Kroatië
- Letland
- Litouwen
- Moldavië
- Montenegro
- Noord-Macedonië
- Oekraïne
- Oezbekistan
- Polen
- Roemenië
- Rusland
- Servië
- Slowakije
- Slovenië
- Tsjechië
- Wit-Rusland

Staten zonder lijst (7 leden):
- Armenië
- Kiribati
- Nauru
- Palestina
- Tadzjikistan
- Tuvalu
- Zuid-Soedan

Staten die niet deelnemen zijn Cookeilanden, Niue en de staten met beperkte erkenning.

## Conferenties
De intergouvernementele werkzaamheden vinden plaats op vijf niveaus van vergaderingen:
- De UNCTAD-conferentie, die om de vier jaar wordt gehouden:

|             | Plaats     | Land        | Periode                             |
| ----------- | ---------- | ----------- | ----------------------------------- |
| UNCTAD I    | Genève     | Zwitserland | 23 maart 1964 - 16 juni 1964        |
| UNCTAD II   | New Delhi  | India       | 31 januari 1968 - 29 maart 1968     |
| UNCTAD III  | Santiago   | Chili       | 13 april 1972 - 21 mei 1972         |
| UNCTAD IV   | Nairobi    | Kenia       | 5 mei 1976 - 31 mei 1976            |
| UNCTAD V    | Manilla    | Filipijnen  | 7 mei 1979 - 3 juni 1979            |
| UNCTAD VI   | Belgrado   | Joegoslavië | 6 juni 1983 - 30 juni 1983          |
| UNCTAD VII  | Genève     | Zwitserland | 8 juli 1987 - 3 augustus 1987       |
| UNCTAD VIII | Cartagena  | Colombia    | 8 februari 1992 - 25 februari 1992  |
| UNCTAD IX   | Midrand    | Zuid-Afrika | 27 april 1996 - 11 mei 1996         |
| UNCTAD X    | Bangkok    | Thailand    | 12 februari 2000 - 19 februari 2000 |
| UNCTAD XI   | São Paulo  | Brazilië    | 13 juni 2004 - 18 juni 2004         |
| UNCTAD XII  | Accra      | Ghana       | 21 april 2008 - 25 april 2008       |
| UNCTAD XIII | Doha       | Qatar       | 21 april 2012 - 26 april 2012       |
| UNCTAD XIV  | Nairobi    | Kenia       | 17 juli 2016 - 22 juli 2016         |
| UNCTAD XV   | Bridgetown | Barbados    | 3 oktober 2021 - 8 oktober 2021     |

- De UNCTAD Trade and Development Board – het bestuur beheert het werk van UNCTAD tussen twee conferenties en komt maximaal drie keer per jaar bijeen;
- Vier UNCTAD-commissies en één werkgroep – deze komen vaker bijeen dan het bestuur om beleids-, programma- en begrotingskwesties aan te pakken;
- Vergaderingen van deskundigen – de commissies zullen vergaderingen van deskundigen over geselecteerde onderwerpen bijeenroepen om inhoudelijke en deskundige input te leveren voor beleidsdiscussies van de Commissie.

### Genève, 1964
Als reactie op de bezorgdheid van de ontwikkelingslanden (minst ontwikkelde landen, LDC' s) over hun verslechterende positie in de wereldhandel, stemde de Algemene Vergadering van de Verenigde Naties voor een 'eenmalige' conferentie. Deze eerste besprekingen maakten de weg vrij voor nieuwe IMF-faciliteiten om tekorten in grondstoffenopbrengsten te financieren en voor de algemene preferentieregelingen die de toegang tot de noordelijke markten voor de invoer van industrieproducten uit het Zuiden verbeterden. In Genève slaagden de MOL's erin de conferentie met haar secretariaat een permanent orgaan van de VN te laten worden, met bijeenkomsten om de vier jaar.  Tijdens de bijeenkomst in Genève werd Raul Prebisch – een prominente Argentijnse econoom van de Economische Commissie voor Latijns-Amerika en het Caribisch gebied van de Verenigde Naties (ECLA) – de eerste secretaris-generaal van de organisatie.

### New Delhi, 1968
De Conferentie van New Delhi, gehouden in februari en maart 1968, was een forum dat ontwikkelingslanden in staat stelde overeenstemming te bereiken over de basisprincipes van hun ontwikkelingsbeleid. De conferentie in New Delhi was een gelegenheid om plannen eindelijk goed te keuren. De conferentie heeft een belangrijke impuls gegeven aan het overtuigen van het Noorden om gevolg te geven aan de resoluties van de UNCTAD I en om algemene preferenties vast te stellen. De doelstelling voor particuliere en officiële stromen naar de minst ontwikkelde landen werd verhoogd tot 1% van het BNP van het Noorden, maar de ontwikkelde landen slaagden er niet in zich ertoe te verbinden het doel op een bepaalde datum te bereiken. Dit is een voortdurend punt van debat gebleken op UNCTAD-conferenties.
De conferentie leidde tot de Internationale Suikerovereenkomst, die tot doel heeft de wereldsuikerprijzen te stabiliseren. 

### Santiago, 1972
De Conferentie van Santiago van 13 april tot 21 mei 1972 was de derde keer dat de ontwikkelingslanden de rijken confronteerden met de noodzaak om handels- en hulpmaatregelen doeltreffender te gebruiken om de levensstandaard in de ontwikkelingslanden te verbeteren. De discussie spitste zich toe op het internationale monetaire stelsel en in het bijzonder op het voorstel van het Zuiden om een groter deel van de nieuwe bijzondere trekkingsrechten (SDR's) als vorm van hulp aan de MINST's toe te wijzen (de zogenaamde "link"). In Santiago ontstonden aanzienlijke meningsverschillen binnen de Groep van 77 (G77; de ontwikkelingslanden, die aanvankelijk met 77 waren), ondanks vergaderingen voorafgaand aan de conferentie. Er was onenigheid over het SDR-voorstel en tussen degenen in de G77 die fundamentele veranderingen wilden, zoals een wijziging van de stemverdelingen in het voordeel van het Zuiden bij het IMF en degenen (voornamelijk de Latijns-Amerikaanse landen) die veel mildere hervormingen wilden. Deze interne onenigheid verzwakte de onderhandelingspositie van de groep ernstig en leidde tot een definitief overeengekomen motie waarin werd aanbevolen dat het IMF het verband zou onderzoeken en verder onderzoek zou doen naar algemene hervormingen. Dit voorkwam stevige toezeggingen om te handelen naar de 'link' of algemene hervorming, en de motie werd per conferentie aangenomen. 

### Nairobi, 1976
UNCTAD IV, gehouden in Nairobi in mei 1976, toonde relatief succes in vergelijking met zijn voorgangers. Een briefingdocument van het Overseas Development Institute van april 1979 benadrukt een reden voor succes als gevolg van de oliecrisis van 1973 en de aanmoediging van MOL's om winst te maken via producenten van andere grondstoffen. Het belangrijkste resultaat van de conferentie was de goedkeuring van het geïntegreerd programma voor grondstoffen. Het programma had betrekking op de belangrijkste uitvoer van grondstoffen en de doelstellingen ervan, afgezien van de stabilisatie van de grondstoffenprijzen, waren: "Rechtvaardige en lonende prijzen, rekening houdend met de wereldinflatie", de uitbreiding van de verwerking, distributie en controle van technologie door de MOL's en een betere toegang tot de markten. 

### Manilla, 1979
UNCTAD V in de nasleep van de Conferentie van Nairobi, gehouden in Manilla in 1979, concentreerde zich op de belangrijkste kwesties van: protectionisme in ontwikkelingslanden en de noodzaak van structurele veranderingen, handel in grondstoffen en fabrikanten hulp en internationale monetaire hervorming, technologie, scheepvaart en economische samenwerking tussen ontwikkelingslanden. Een briefingdocument van het Overseas Development Institute uit 1979 richt zijn aandacht op de belangrijkste kwesties met betrekking tot de rol van de MOL's als de Groep van 77 in de internationale gemeenschap. 

### Belgrado, 1983
De zesde VN-Conferentie inzake Handel en Ontwikkeling in Belgrado, 6-30 juni 1983, werd gehouden tegen de achtergrond van eerdere UNCTAD's die er in wezen niet in geslaagd zijn om veel van de meningsverschillen tussen de ontwikkelde en ontwikkelingslanden en van een wereldeconomie in zijn ergste recessie sinds de vroege jaren 1930 op te lossen. De belangrijkste kwesties van die tijd waren financiën en aanpassing, stabilisatie van de grondstoffenprijzen en handel. 

### Bridgetown, Barbados 2021
De vijftiende sessie van UNCTAD was oorspronkelijk gepland in 2020, maar werd uitgesteld tot 2021 vanwege COVID-19. Dit is de eerste keer dat de UNCTAD wordt gehouden in een kleine eilandontwikkelingsstaat (SIDS).

## Publicaties
Overleg en advies rond de globale ontwikkeling vormen de kern van de UNCTAD. Ze voorzien de beleidsmakers van scherpe economische analyses. Zo hopen ze de nationale beleidsmakers te helpen in het nemen van macro-economisch verantwoorde beslissingen, beslissingen die dus de globale economische ongelijkheid moeten verminderen. De belangrijkste jaarlijkse publicaties zijn:
- Trade and Development Report
- Least Developed Countries Report
- World Investment Report
- Economic Development in Africa Report
- Review of Maritime Transport